# نبيل المشيني
نبيل إسحق عودة المشيني (22 يوليو 1939 - 2 مارس 2019) هو ممثل أردني، وُلد في مدينة القدس، اشتهر بشخصية “أبو عواد” في مسلسل حارة أبوعواد، وهو أحد كبار ممثلي الكوميديا الأردنية في ثمانينيات القرن الماضي. 

## حياته
أنهى تعليمه الثانوي في عام 1958، ثم استكمل دراسته في مجال اللغة العربية وحصل على البكالوريوس ثم دبلوم اللغة العربية في عام 1969. بدأ حياته الفنية في وقتٍ متأخرٍ من العمر، وقد عرف بشخصية أبو عواد في المسلسل الأردني حارة أبو عواد الذي انتشر في الخليج العربي فترة الثمانينات وكذلك المسلسلات البدوية منها مسلسل راس غليص.
والده هو اسحق المشيني الذي عمل في الإذاعة الأردنية في الضفة الغربية وكانت تحمل اسم “إذاعة القدس العربية”، أما شقيقه أسامة الذي رحل مبكرا فهو ممثل أيضا، وكان من أشهر أدواره شخصية “أبي فراس الحمداني”.
ساهم المشيني بتأسيس أول مسرح خاص مستقل وعرض فيه مسرحياته وأعماله، فضلا عن مشاركته العربية خاصة في الأعمال البدوية. ثم انطلق كمعد للبرامج في الكويت، وعمل في المسرح الذي كان يعشقه، فأسس مسرح أسامة المشيني في العام 1973، وهو أول المسارح في عمان، ولكنه اقفله لاحقا لضعف موارده المادية وضعف الاقبال الجماهيري عليه.
كما قدَّم المشيني جملة من الأعمال التاريخية والبدوية والدرامية، أبرزها مسلسله التاريخي: “المفسدون بالأرض” بمشاركة نجوم عرب، وآخر هو “وضحة وابن عجلان” في 1975 و “الحجاج” و”راس غليص” في العامين 1976 و2003″ وصولا لـ “شجرة الدر” و”عودة أبو تايه”، و”وعد الغريب” و”عطر النار”، و”عيون عليا”، “نمر العدوان” و”توم الغرة” وغيرهم.
كما قدم عددا من المسرحيات التي عالجت قضايا اجتماعية، مثل المسرحية الكوميدية “قربة مخزوقة”، و”آه يا دسكي”. كما شغل المشيني موقع رئيس نقابة الفنانين، وعين عضواً في مجلس الأعيان الأردني العام 2003.

## وفاته
تُوفي في 2 مارس 2019 في أحد مستشفيات الأردن عن عمر ناهز 80 عام.

## من أعماله

### المسلسلات
- المفسدون في الأرض 1979 .
- وضحا وابن عجلان 1975.
- وضحا وابن عجلان 2007.
- الملح الأسود
- حارة أبو عواد.
- المرابطون والأندلس.
- الحجاج.
- امرؤ القيس.
- الطريق إلى كابل.
- راس غليص (مسلسل 1976).
- راس غليص (مسلسل 2006).
- الخنساء.
- شجرة الدر.
- مقامات الحريري.
- دعاة على أبواب جهنم.
- عودة أبوتايه
- توم الغرة 2013
- وعد الغريب 2016
- حنايا الغيث 2015
- مالك بن الريب 2016
- عطر النار
- عيون عليا
- المهر
- عرار وعمير
- نمر العدوان
- اخوة الدم

### مسرحيات
- شي غاد
- المسرحية الكوميدية ( قربة مخزوقة )
- المسرحية الكوميدية ( آه يا دسكي )

## روابط خارجية
- نبيل المشيني على موقع قاعدة بيانات الأفلام العربية